# Donja Otulja
Donja Otulja (cyr. Доња Отуља) – wieś w Serbii, w okręgu pczyńskim, w mieście Vranje. W 2011 roku liczyła 86 mieszkańców.